# Gutkeled István (nádor)

A Gutkeled nemzetség címere

Gutkeled István (? – 1259) nádor, szlavón bán, Stájerország kapitánya a Gutkeled nemzetségből.

## Élete
A Gutkeled nemzetségbe tartozott. Apja Dragun volt, 
nagybátyjai pedig Apaj szlavón bán (1235-39) és Miklós tárnokmester és szlavón bán (1239-41).
István a királyi udvarban nevelkedett, majd 1231–1234-ig II. András harmadik fiának, András halicsi fejedelemnek az udvarában szolgált. IV. Béla oldalán vett részt a muhi csatában, onnan megmenekülve a királyt a tengerpartig kísérte. 1242–1245-ig lovászmester és orbászi ispán, 1245–1246-ban országbíró, 1246-ban nyitrai ispán, majd 1246–48 között nádor és somogyi ispán, majd 1248-tól haláláig szlavón bán 1252-től hercegi címmel.
IV. Béla tatárjárás utáni reformpolitikájának egyik legkiemelkedőbb képviselője volt. Különösen a Szlavón Bánság – ami akkoriban Horvátországot és Dalmáciát is magában foglalta – újjáépítésében tüntette ki magát. Új várakat emelt (például Jablanac), Kőrös várost ő telepítette és látta el kiváltságokkal 1252-ben. 1250 után ő verette az addigi legfinomabb magyar pénzt, az értékálló „báni dénárokat”, megelőlegezve Károly Róbert híres pénzügyi reformjait. Ő volt az első nagybirtokos báró Magyarországon, aki várost alapított: a Rab szigetéről áttelepülni kívánóknak a Jablanac vára alatti területet adta oda erre a célra (1251). 1254-től 1258-ig az elfoglalt Stájerország kapitánya is volt, amelyet Pettauból (Ptuj) kormányzott. 1258-ban a stájer főurak fellázadtak a magyar uralom ellen, de IV. Béla akkor még leverte a felkelést, és fiát, a későbbi V. Istvánt hagyta ott, hogy Stájerország hercegeként uralkodjon a tartományon, akinek Gutkeled nembeli István kapitányként továbbra is az oldalán maradt. A területet megszerezni akaró II. Ottokár cseh király azonban sikerrel állította a saját oldalára az ismét lázongó főurakat, így a két István 1260-ra végleg kiszorult Stájerországból.
Gutkeled nembeli Istvánt IV. Béla „szívünk szerint való férfinak” mondja 1248-as oklevelében, aki „nem romboló, hanem építő, nem tékozló, hanem gyűjtő lesz, nem is pusztító, hanem inkább eredendő hűsége és bölcsessége révén nagyszerű megőrző”.

## Családja
Gyermekei:
- Gutkeled Joakim szlavón bán, tárnokmester
- Gutkeled István (országbíró) országbíró
- Gutkeled Miklós országbíró, szlavón bán, erdélyi vajda
- Gutkeled Pál macsói bán